# Ironbark
Ne doit pas être confondu avec Ironwood
Ironbark, littéralement écorce de fer en anglais, est le nom donné à un certain nombre d'Eucalyptus australiens avec une écorce foncée et profondément striée.

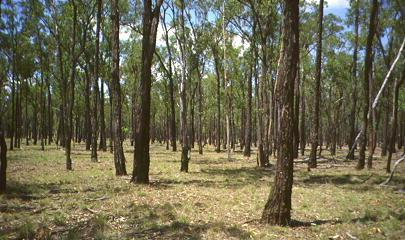
Bois d’Eucalyptus fibrosa.

Au lieu de tomber tous les ans comme chez la plupart des autres eucalyptus, l'écorce s'épaissit sur le tronc et les branches de ces arbres. Elle devient rugueuse et fissurée en séchant et vieillissant et s'imprègne d'une résine d'un rouge sombre sécrétée par l'arbre, appelée kino. Cette écorce est résistante à la chaleur et au feu ; elle protège les tissus vivants en cas d'incendie. Lors des grands incendies qui détruisent feuilles et bourgeons, elle protège les bourgeons épicormiques qui permettent à l'arbre de rester en vie après le feu.

## Quelques exemples d'Ironbark
- Eucalyptus crebra F.Muell., Ironbark à feuilles étroites.
- Eucalyptus fibrosa F. Muell., Ironbark rouge.
- Eucalyptus melanophloia F.Muell., Ironbark à feuilles argentées.
- Eucalyptus paniculata Sm., Ironbark gris.
- Eucalyptus placita L.A.S.Johnson & K.D.Hill, Grey ironbark
- Eucalyptus sideroxylon A.Cunningham ex Woolls, Ironbark rouge ou Mugga
- Eucalyptus tricarpa (L.A.S.Johnson) L.A.S.Johnson & K.D.Hill, Ironbark rouge